# John Pratt, 1. Marquess Camden

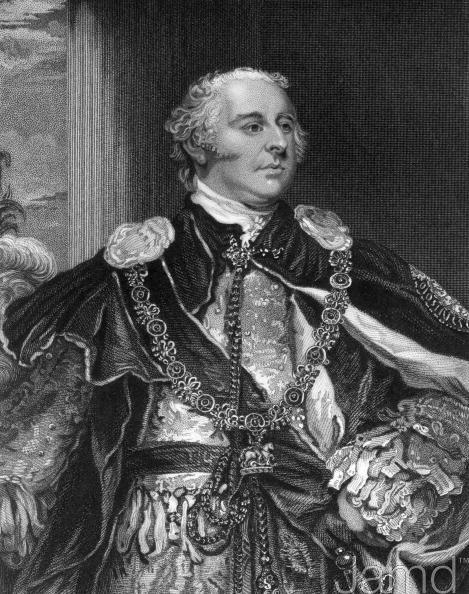
John Pratt, 1. Marquess Camden

John Jeffreys Pratt, 1. Marquess Camden KG PC FSA (* 11. Februar 1759 in London; † 8. Oktober 1840 in Seale) war ein britischer Politiker.

## Leben
Pratt wurde als einziger Sohn des Lordkanzlers Charles Pratt, 1. Earl Camden (1714–1794) und dessen Ehefrau Elizabeth, Tochter von Nicholas Jeffreys, geboren. Er besuchte das Trinity College in Cambridge.
Im Jahre 1780 wurde er für Bath Abgeordneter im House of Commons und erhielt im selben Jahr das einträgliche Amt des Teller of the Exchequer, welches er bis zu seinem Tod innehatte, aber 1812 auf die damit verbundenen Einkünfte verzichtete. Unter William Petty, 2. Earl of Shelburne, diente er zwischen 1782 und 1783 als Lord der Admiralität und unter William Pitt dem Jüngeren zwischen 1783 und 1789 sowie als Lord of the Treasury zwischen 1789 und 1792. Im Jahre 1793 wurde er Mitglied des Privy Council. 1794 erhielt er zunächst vorab den nachgeordneten Titel seines Vaters Baron Camden übertragen (Writ of Acceleration); kurze Zeit später erbte er dann nach dessen Tode die Würde eines Earl Camden und wurde im darauffolgenden Jahr Lord Lieutenant of Ireland. Als Gegner der Katholikenemanzipation und Repräsentant einer missliebigen Politik wurde er von der Bevölkerung Irlands abgelehnt. Dies mündete in die Irische Rebellion von 1798.
Kurz nach der Unterdrückung des Aufstandes dankte er ab. 1804 wurde er Kriegs- und Kolonialminister. Von 1805 bis 1806 sowie erneut von 1807 bis 1812 war er Lord President of the Council. Im Jahre 1812 wurde er zum Marquess Camden erhoben.
Camden war zwischen 1808 und 1840 ebenfalls Lord Lieutenant von Kent und zwischen 1834 und 1840 Kanzler der University of Cambridge. 1799 wurde als Knight Companion in den Hosenbandorden aufgenommen und 1802 zum Fellow der Society of Antiquaries of London gewählt.

## Familie
Lord Camden heiratete 1785 Frances Molesworth, eine Tochter von William Molesworth. Sie starb im Juli 1829 in Bayham Abbey, Sussex. Nach seinem Tod folgte Lord Camden sein einziger Sohn George.